# Christliche Polizei Vereinigung Schweiz
Die Christliche Polizei Vereinigung Schweiz (CPV Schweiz) ist eine karitative und gemeinnützige Berufsvereinigung mit Sitz in Zürich. Der Verein wurde 1990 gegründet.

## Auftrag und Ziel
Ihr Ziel ist,
- Polizisten in ihrer Arbeitswelt zu ermutigen, ethische Werte zu unterstützen und zu fördern, auch mit sozial- und berufsethischem Engagement im Ausland,
- die Zusammenarbeit, wo sie gewünscht wird, anzubieten (mit Behörden, der Polizeiseelsorge, Berufsverbänden und allen, die ähnliche Ziele verfolgen),
- die Verantwortung des dienstlichen und privaten Handelns vor Gott und den Menschen bewusst zu machen,
- Christen innerhalb der Polizei miteinander bekannt zu machen, ihnen eine Plattform für Begegnung und Austausch zu bieten und
- Kontakte zu Regionalgruppen und internationalen CPV–Verbänden zu pflegen.[3]

## Mitgliedschaft
Aktivmitglied kann werden, wer in einem Polizeikorps von Bund, Kanton oder Gemeinde eine polizeiliche Tätigkeit ausübt oder angestellt ist oder war. Zoll- oder Grenzwachtangehörige, Militär- oder Bahnpolizisten sind mit eingeschlossen.
Der Verband ist Mitglied in der International Christian Police Fellowship (ICPF), dem internationalen Dachverband der nationalen Christlichen Polizeiorganisationen. Im deutschsprachigen Raum arbeitet sie eng mit der Christlichen Polizeivereinigung Deutschland und Österreich zusammen.
Die CPV Schweiz ist auch Mitglied der Association of Christian Military Fellowships (AMCF).

## Nationale und internationale Projekte
Die CPV Schweiz führt national und international verschiedene gemeinnützige und karitative Projekte durch.